# Rômulo Zwarg
Rômulo Zanre Zwarg (Campo Grande, 1º marzo 2000) è un calciatore brasiliano, centrocampista dell'Internacional.

## Carriera
Cresciuto nel settore giovanile del Desportivo Brasil, nel 2019 gioca per alcuni mesi in prestito al Cruzeiro, collezionando anche alcune convocazioni in Série A.
Nel 2020 viene acquistato dal Dep. La Serena con cui debutta fra i professionisti il 5 settembre in occasione del match di Primera División pareggiato 1-1 contro l'O'Higgins.

## Statistiche
Statistiche aggiornate al 17 novembre 2021.

### Presenze e reti nei club
| Stagione        | Squadra         | Campionato      | Campionato | Campionato | Coppe nazionali | Coppe nazionali | Coppe nazionali | Coppe continentali | Coppe continentali | Coppe continentali | Altre coppe | Altre coppe | Altre coppe | Totale | Totale | Totale |
| Stagione        | Squadra         | Comp            | Pres       | Reti       | Comp            | Pres            | Reti            | Comp               | Pres               | Reti               | Comp        | Pres        | Reti        | Pres   | Reti   |        |
| --------------- | --------------- | --------------- | ---------- | ---------- | --------------- | --------------- | --------------- | ------------------ | ------------------ | ------------------ | ----------- | ----------- | ----------- | ------ | ------ | ------ |
| 2020            | Dep. La Serena  | A               | 10         | 1          | CC              | 0               | 0               |                    | -                  | -                  |             | -           | -           | 10     | 1      |        |
| 2021            | Dep. La Serena  | A               | 21         | 1          | CC              | 4               | 0               |                    | -                  | -                  |             | -           | -           | 25     | 1      |        |
| Totale carriera | Totale carriera | Totale carriera | 31         | 2          |                 | 4               | 0               |                    | -                  | -                  |             | -           | -           | 35     | 2      |        |